# Marina Pérez
Marina Carolina Pérez, spesso citata anche come Mariana Perez o Marina Pres (29 luglio 1984), è una modella spagnola.

## Carriera
Marina Pérez inizia a lavorare come modella a dodici anni, ma soltanto all'età di diciotto anni, quando si trasferisce a New York che la sua carriera arriva ad una svolta. Nel settembre 2003 debutta sulle passerelle della settimana della moda, sfilando per Betsey Johnson. In seguito la modella lavorerà anche per Christian Dior, Louis Vuitton ed Yves Saint Laurent.
Marina Pérez è inoltre comparsa sulle copertine di Vogue (edizione italiana e spagnola), Dazed, Numéro e 10 Magazine, ed è stata protagonista delle campagne pubblicitarie di Moschino, Alessandro Dell'Acqua, Emilio Pucci, Mango, Giorgio Armani e Hugo Boss.

## Agenzie
- Traffic Models - Barcellona
- Place Model Management
- Paparazzi Model Management - Amsterdam
- 2pm Model Management - Danimarca
- IMG Models - New York, Parigi, Londra, Milano